# Brankovics György (diplomata)
Brankovics György szerbül Đorđe Branković, románul Gheorghe Brancovici (Borosjenő, 1645 – Cheb, 1711. december 19.), erdélyi diplomata, török tolmács, magyar gróf, szerb trónkövetelő.

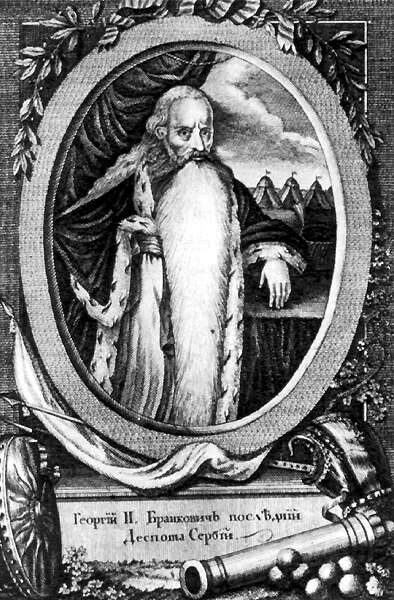
Brankovics György

## Élete
Brankovics György elrománosodott szerb családból származott. Apját és két fivérét egy pestisjárványban veszítette el. Nemesi származású anyja kolostorba vonult, míg a György feletti gyámságot legidősebb fivére, Simeon vette át, aki Borosjenőn volt pap, majd szerzetes; később - a Száva (Sava) nevet felvéve az erdélyi ortodox egyház püspöke lett.
1663-ban, már némi török nyelvtudás birtokában ment először Isztambulba mint az Erdélyi Fejedelemség török deákja, és 1667-ig gyakorlatilag folyamatosan a Fényes Portán tartózkodott. Ekkor bátyja társaságában Moszkvába utazott, hogy Alekszej orosz cár segítségét kérjék az erdélyi ortodox egyháznak az 1650-es évek végének háborúi során elszenvedett kárainak helyreállítására. 1670-71 során ismét a Portán volt, sőt 1675-ben I. Apafi Mihály fejedelem portai ügyvivőjének (kapitiha) nevezte ki. Erdélyi karrierjének végét a Béldi Pál-féle összeesküvés hozta: Tofaeus Mihály református püspök az e körül támadt zűrzavart használta ki, hogy Brankovics Szávát eltávolítsa a fejedelemség közéletéből: az ortodox püspök börtönben halt meg, György pedig Havasalföldön talált menedéket.
Bukarestben kezdte el Brankovics magáról azt hirdetni, hogy a középkori szerb uralkodói dinasztia, a Brankovicsok leszármazottja lenne, amit - bár valószínűleg semmi valóságalapja nem volt - a szerb ortodox egyház is elismert. 1683-ban, Bécs ostroma során Brankovics felajánlotta szolgálatait I. Lipótnak, aki magyarországi bárói címet adományozott neki. A meginduló oszmánellenes hadjárat során sikereket aratott az oszmán területen élő szláv népek mozgósításában, amelynek elismeréseképpen 1688-as bécsi látogatása során grófi címet kapott. Azonban a magyarországi felszabadító háborúk idején a hadvezetésnek egyre több gondot okozott az önállóan cselekvő, magát az Illyricum fejedelmének címző, nagy területi igényeket bejelentő és a gyanakvással figyelt Constantin Brâncoveanu havasalföldi vajdával igen jó kapcsolatot fenntartó ál-despota. 1689-ben letartóztatták és a bécsi "Zum goldenen Bären" (Az arany medvéhez) címzett fogadóban tartották házi őrizetben. Később a csehországi Cheb (németül: Eger) városába szállították át, és a szabadon bocsátásáért beadott számos kérvény ellenére ott is halt meg.

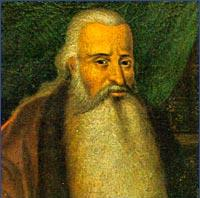

## Szakirodalom
- Thallóczy Lajos: Az ál-Brankovicsok. Századok 23. (1888) p. 689–713.
- Binder Pál: Az erdélyi fejedelemség román diplomatái vagy románok az erdélyi fejedelemség külügyi szolgálatában. Marosvásárhely: Pro Europa, 1996.
- Kármán Gábor: Az erdélyi török deákok: Kora újkori értelmiségiek állami szolgálatban. Sic Itur ad Astra 18 (2006) Nr. 1-2. p. 155-182.